# Pogonatum inflexum
Pogonatum inflexum là một loài Rêu trong họ Polytrichaceae. Loài này được (Lindb.) Sande Lac. miêu tả khoa học đầu tiên năm 1869.

## Hình ảnh

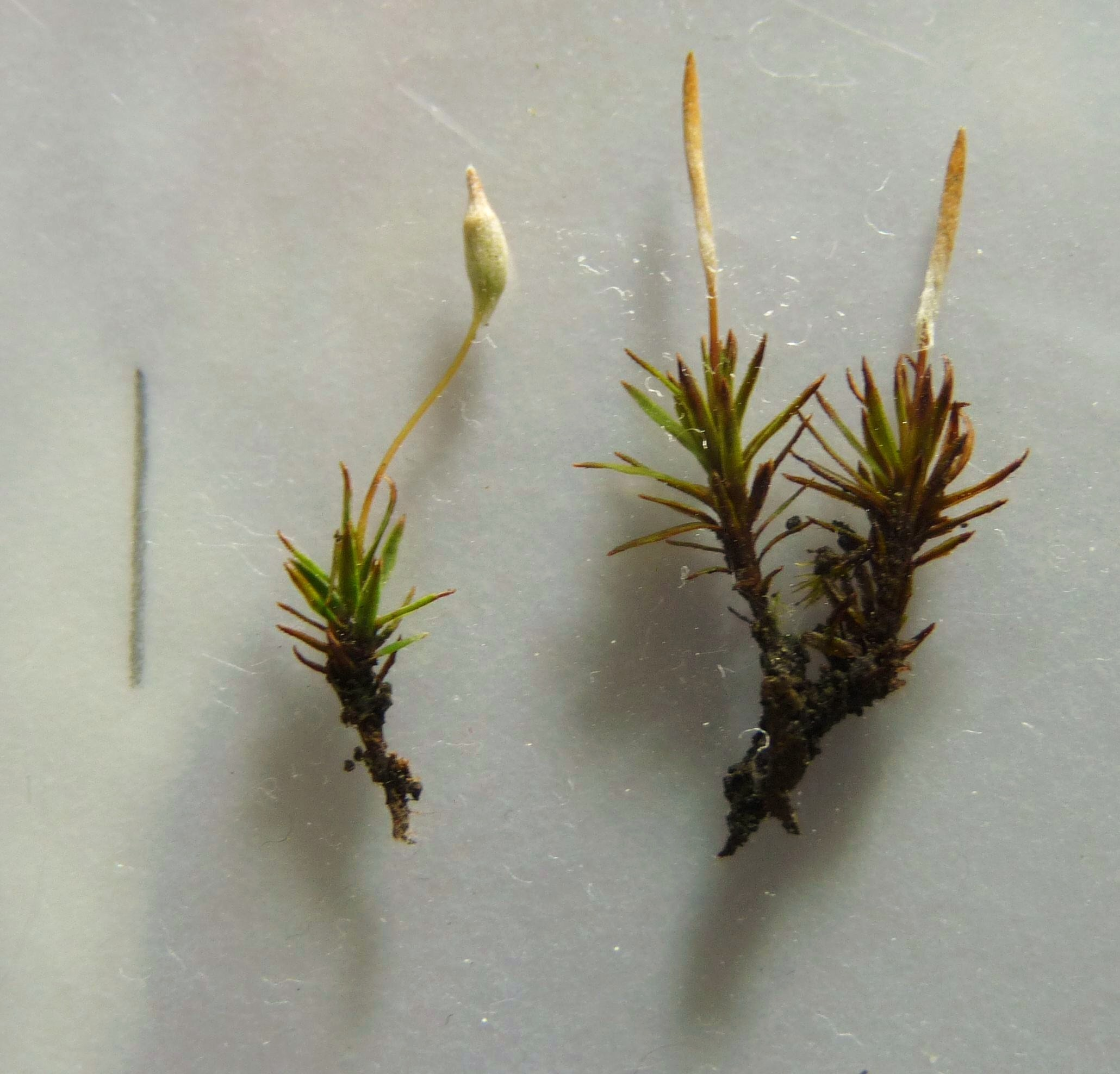
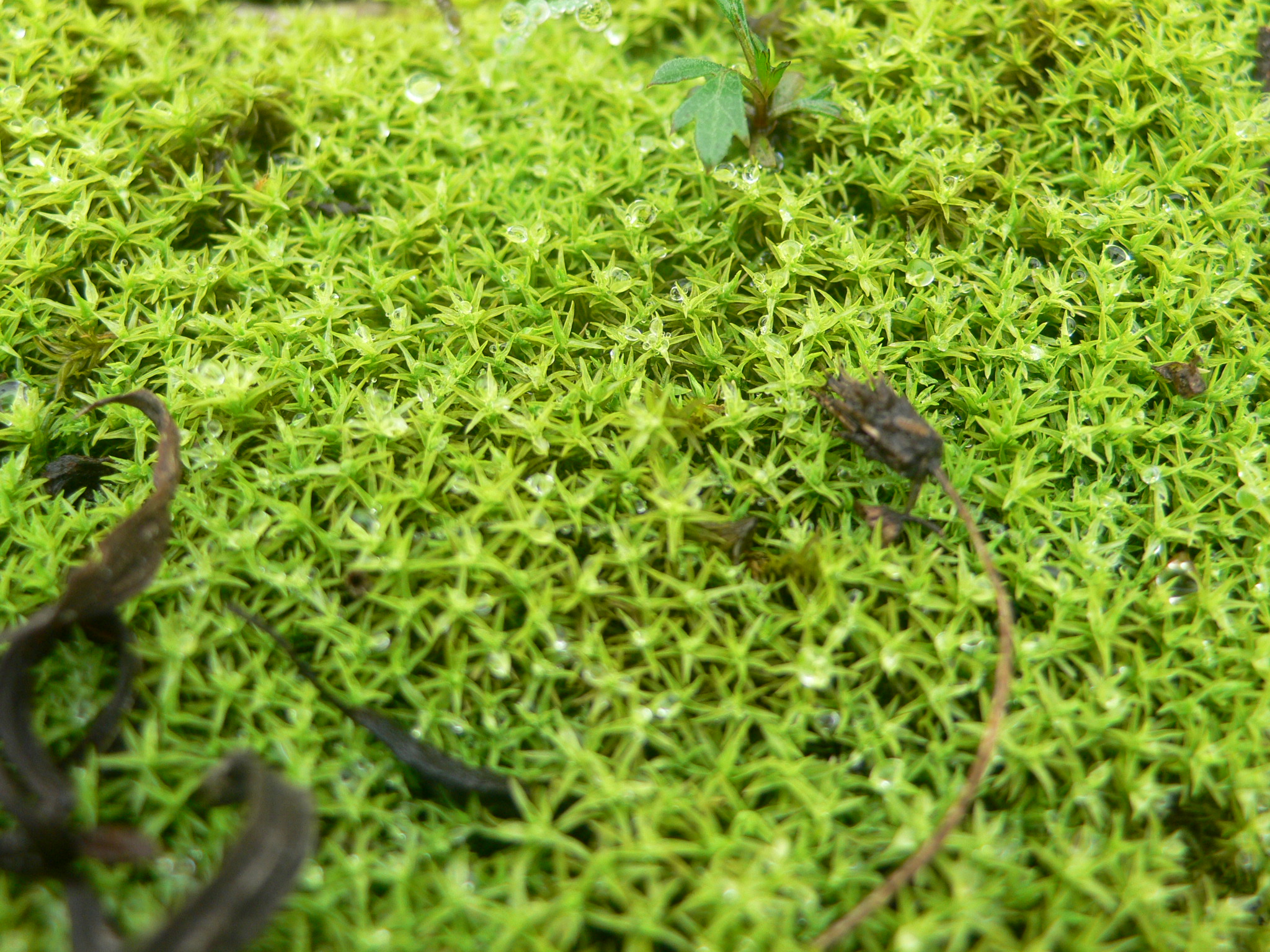
Pogonatum inflexum tại miền bắc Việt Nam